# Шифра и Пуа
Шифра (ивр. שִׁפְרָה‎) и Пуа (ивр. פּוּעָה‎) — акушерки, которые на короткое время предотвратили геноцид еврейских детей, устроенный египтянами, согласно Книге Исхода 1:15—21.

## Описание
Согласно повествованию Книги Исхода, царь Египта или фараон приказал им убить всех еврейских младенцев мужского пола, но они отказались это сделать.
Талмуд отождествляет Шифру с Иохеведой, матерью Моисея, а Пуа с Мириам, его же сестрой, делая двух акушерок матерью и дочерью соответственно.